# モーガン郡 (オハイオ州)
モーガン郡（英: Morgan County）は、アメリカ合衆国オハイオ州の東部に位置する郡である。2010年国勢調査での人口は15,054人であり、2000年の14,897人から1.1%増加した。郡庁所在地はマコネルスビル村（人口1,784人）であり、同郡で人口最大の村でもある。郡名はアメリカ独立戦争時の軍人ダニエル・モーガンに因んで名付けられた。

## 歴史
モーガン郡は1817年12月29日に、ガーンジー郡、マスキンガム郡、ワシントン郡の一部を合わせて設立された。郡名はバージニア州選出アメリカ合衆国下院議員で、アメリカ独立戦争の将軍だったダニエル・モーガンに因んで名付けられた。

## 地理
アメリカ合衆国国勢調査局に拠れば、郡域全面積は421.78平方マイル (1,092.4 km2)であり、このうち陸地416.42平方マイル (1,078.5 km2)、水域は5.36平方マイル (13.9 km2)で水域率は1.27%である。

### 隣接する郡
- マスキンガム郡 - 北
- ノーブル郡 - 北東
- ワシントン郡 - 南東
- アセンズ郡 - 南西
- ペリー郡 - 西

### 保護地域
- ウェイン国立の森（部分）
- バーオーク州立公園

## 人口動態
以下は2000年国勢調査による人口統計データである。
| 基礎データ - 人口: 14,897人 - 世帯数: 5,890 世帯 - 家族数: 4,176 家族 - 人口密度: 14人/km2（36人/mi2） - 住居数: 7,771軒 - 住居密度: 7軒/km2（19軒/mi2） 人種別人口構成 - 白人: 93.66% - アフリカン・アメリカン: 3.41% - ネイティブ・アメリカン: 0.35% - アジア人: 0.08% - その他の人種: 0.26% - 混血: 2.24% - ヒスパニック・ラテン系: 0.41% 年齢別人口構成 - 18歳未満: 25.3% - 18-24歳: 7.8% - 25-44歳: 26.3% - 45-64歳: 25.0% - 65歳以上: 15.6% - 年齢の中央値: 39歳 - 性比（女性100人あたり男性の人口） - 総人口: 96.5 - 18歳以上: 94.9 | 世帯と家族（対世帯数） - 18歳未満の子供がいる: 30.9% - 結婚・同居している夫婦: 56.9% - 未婚・離婚・死別女性が世帯主: 9.9% - 非家族世帯: 29.1% - 単身世帯: 25.5% - 65歳以上の老人1人暮らし: 12.0% - 平均構成人数 - 世帯: 2.50人 - 家族: 2.98人 収入と家計 - 収入の中央値 - 世帯: 28,868米ドル - 家族: 34,973米ドル - 性別 - 男性: 30,411米ドル - 女性: 21,039米ドル - 人口1人あたり収入: 13,967米ドル - 貧困線以下 - 対人口: 18.4% - 対家族数: 15.7% - 18歳未満: 25.1% - 65歳以上: 12.4% |

## 郡区

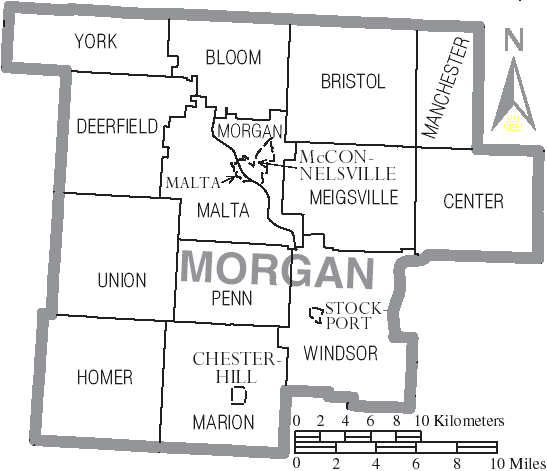
モーガン郡図

モーガン郡は下記14の郡区に分割されている。
| - ブルーム - ブリストル - センター - ディアフィールド | - ホーマー - マルタ - マンチェスター - マリオン | - メグズビル - モーガン - ペン | - ユニオン - ウィンザー - ヨーク |

### 村
| - チェスターヒル - マルタ | - マコネルスビル - 郡庁所在地 - ストックポート |

### 未編入の町
- ローズファーム
- トッズ
- ルースタービル
- リングゴールド